# Родна кућа народног хероја Слободана Јовића у Кучеву
Родна кућа народног хероја Слободана Јовића у Кучеву је подигнута 1910. године. Налази се у улици Светог Саве бр.136 и представља непокретно културно добро као споменик културе.

## Слободан Јовић
Народни херој Слободан Јовић (1918-1944) рођен је у Кучеву и као веома млад приступио радничком покрету, a затим 1941. године и НОБ-у. По занимању је био графичар–словослагач.
У периоду од августа 1941. до јуна 1944. године радио је у илегалној штампарији Централног комитета Комунистичке партије Југославије, усред окупираног Београда. Када су штампарију открили окупатори, након што је спалио документацију и архиву, извршио је самоубиство заједно са Бранком Ђоновићем.

## Изглед куће
Родна кућa народног хероја Слободана Јовићa се састоји од приземља и подрума. Правоугаоне је основе, већих димензија, са четвороводним кровом покривеним бибер црепом. Зидови су изведени у бондручној конструкцији, са испуном од трошног материјала. Унутрашње и спољашње површине зидова су омалтерисане блатним малтером и окречене. На фасадама куће нема декоративне пластике.
На уличној фасади налази се спомен плоча Слободану Јовићу.